# (1632) Sieböhme
(1632) Sieböhme – planetoida z pasa głównego asteroid okrążająca Słońce w ciągu 4 lat i 120 dni w średniej odległości 2,66 au. Została odkryta 26 lutego 1941 roku w Landessternwarte Heidelberg-Königstuhl w Heidelbergu przez Karla Reinmutha. Nazwa planetoidy pochodzi od Siegfrieda Böhme, niemieckiego astronoma. Przed nadaniem nazwy planetoida nosiła oznaczenie tymczasowe (1632) 941 DF.